# محمد شمعة
محمد حسن شمعة (1935-2011) أحد المؤسسين السبعة لحركة المقاومة الإسلامية (حماس) في عام 1987، ورئيس مجلس الشورى فيها. وأحد رواد التيار الإسلامي في قطاع غزة. ومن مبعدي مرج الزهور في عام 1992 

## المولد والنشأة
ولد محمد حسن شمعة عام 1935 في بلدة المجدل، قبل أن ينزح مع أهله إلى مدينة غزة بعد الاحتلال الإسرائيلي عام 1948.
التحق بالإخوان المسلمين في مدينة غزة وهو طالب في المرحلة الإعدادية منذ مطلع الخمسينيات، قبل أن تمنع تنظيمات الإخوان بقرار من السلطات المصرية آنذاك.

## الوظائف والمسؤوليات
عمل في مدارس وكالة غوث اللاجئين الفلسطينيين (أونروا) قرابة 41 عاما، منذ عام 1955 حتى 1996.
كما شغل العديد من المناصب، من بينها: نائب رئيس مؤسسة المجمع الإسلامي في غزة منذ عام 1985 حتى 2003، وعضو مجلس أمناء الجامعة الإسلامية منذ عام 1993، ورئيس مجلس أمناء مدارس دار الأرقم.

## التجربة السياسية
بدأ شمعة مع الشيخ أحمد ياسين وعدد قليل من الأشخاص الجهود لإعادة تنظيم وتفعيل جماعة الإخوان المسلمين في قطاع غزة مباشرة بعد عام 1967، ويعد مع الشيخ أحمد ياسين أبرز المؤسسين السبعة لحركة حماس في ديسمبر/كانون الأول 1987.
اعتقلته قوات الاحتلال في سبتمبر/أيلول 1988 ومكث نحو 13 شهرا في السجون، كما أبعد مع المئات من قيادات وكوادر حركتي حماس والجهاد الإسلامي إلى مرج الزهور في جنوب لبنان في ديسمبر/كانون الأول 1992.
شغل حتى وفاته منصب رئيس مجلس الشورى في حركة حماس، الذي يعد أعلى مرجعية في الحركة.

## الوفاة
توفي في 10 يونيو/حزيران 2011 إثر إصابته بجلطة دماغية عن عمر يناهز 76 عاما 

## وصلات خارجية
- محمد شمعة: سبعة مجاهدين أسسوا حماس، إخوان أون لاين، 13 ديسمبر 2008م